# 용인실내체육관
용인실내체육관(龍仁室內體育館)은 경기도 용인시 처인구 마평동에 있는 실내체육관이다.
2005년부터 WKBL 용인 삼성생명 블루밍스가 홈 경기장으로 사용 중이다.
용인종합운동장 부지 내에 있으며, 용인종합운동장이 2022년 11월에 철거된 후에는 용인종합운동장의 마지막 흔적으로 남아 있다. 또한 무허가 건물이라는 사실이 밝혀진 용인종합운동장과 달리, 용인실내체육관은 정식으로 인가받은 건물이다.